# Nothoscordum striatum
Nothoscordum striatum, conhecido pelos nomes comuns de alho-silvestre ou alho-bravo, é uma planta da família da cebola e do alho (antes, Liliaceae, mas classificado nas Alliaceae, nos sistemas taxonómicos mais recentes). É também conhecido, tal como outras espécies do género Nothoscordum, pelo nome comum de alho-sem-mau-cheiro. O bolbo é envolvido numa túnica externa branca. As folhas são lineares. As flores são brancas e têm um cheiro considerado agradável. É uma planta nativa da América do Sul, estando presente no Brasil, da Bahia até Rio Grande do Sul. É possível encontrar algumas referências bibliográficas que identificam a família desta espécie como as Aloeaceae, mas tal informação é equivocada, talvez pela parecença com a palavra Alliaceae.
O bolbo é utilizado como vermífugo (anti-helmíntico).